# Joos van Cleve
Joos (o Joost) van Cleve (van Beke) (Kleve, 1485 – Anversa, 1540) è stato un pittore fiammingo.

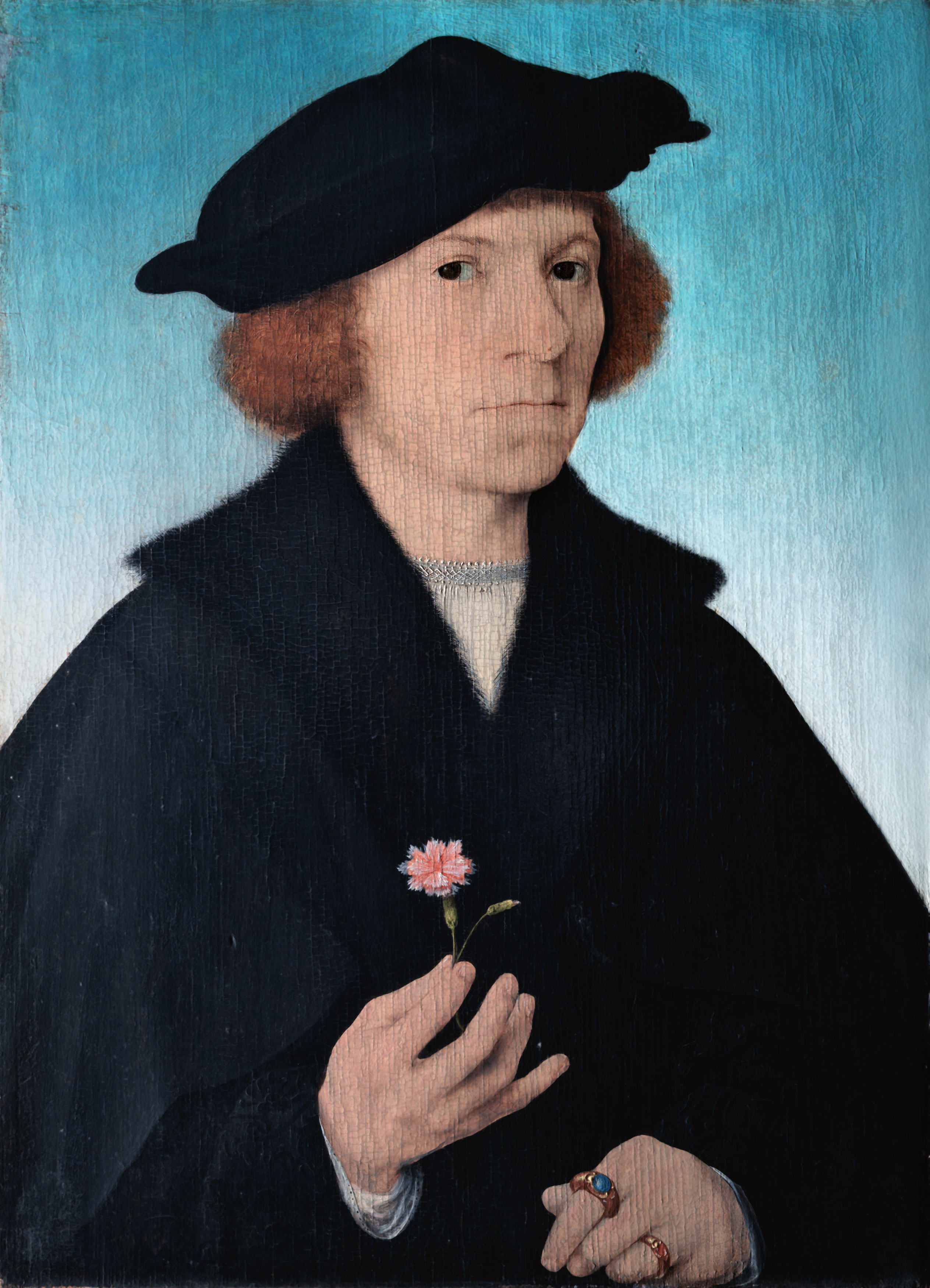
Autoritratto

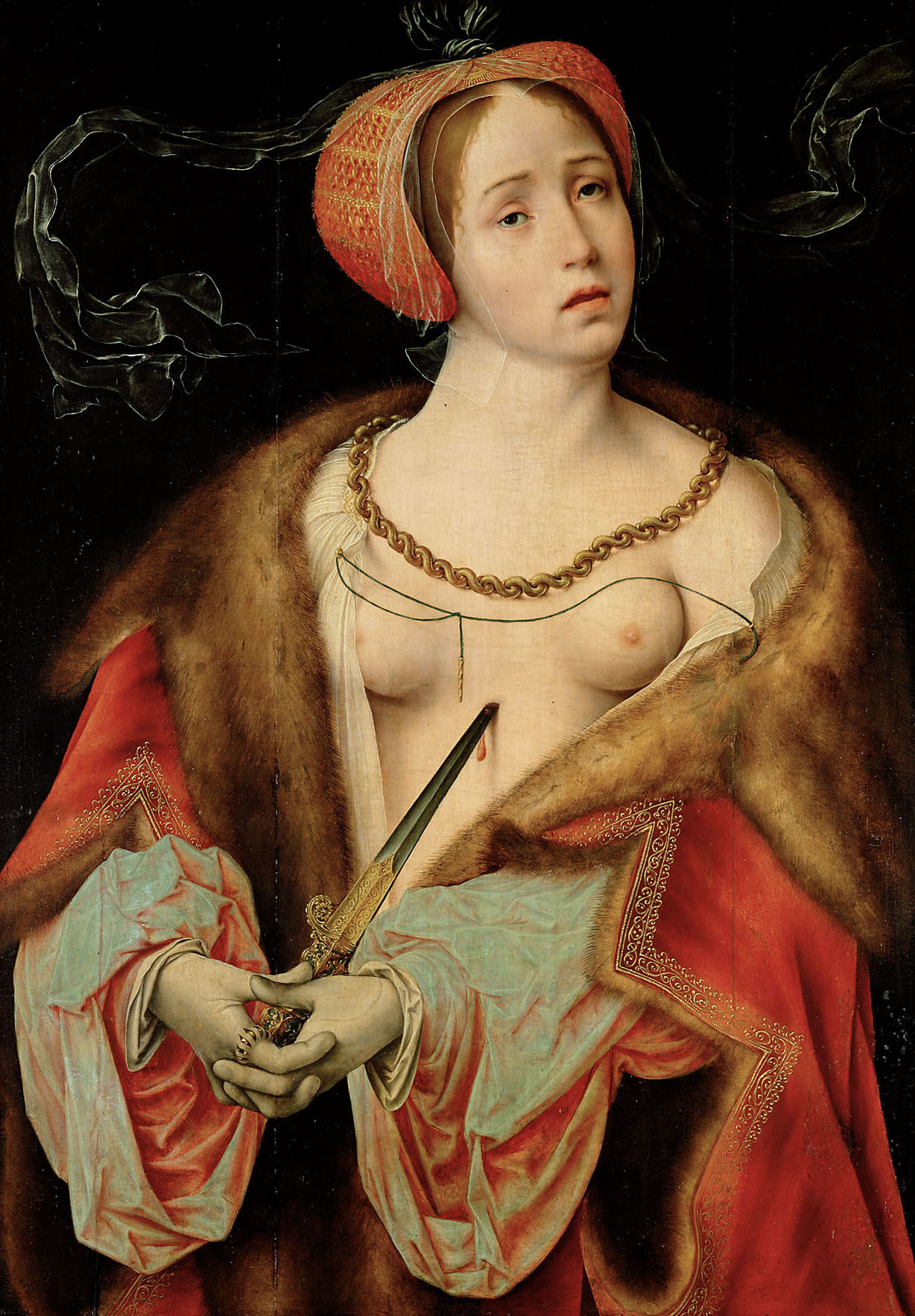
Lucrezia, 1520-1525

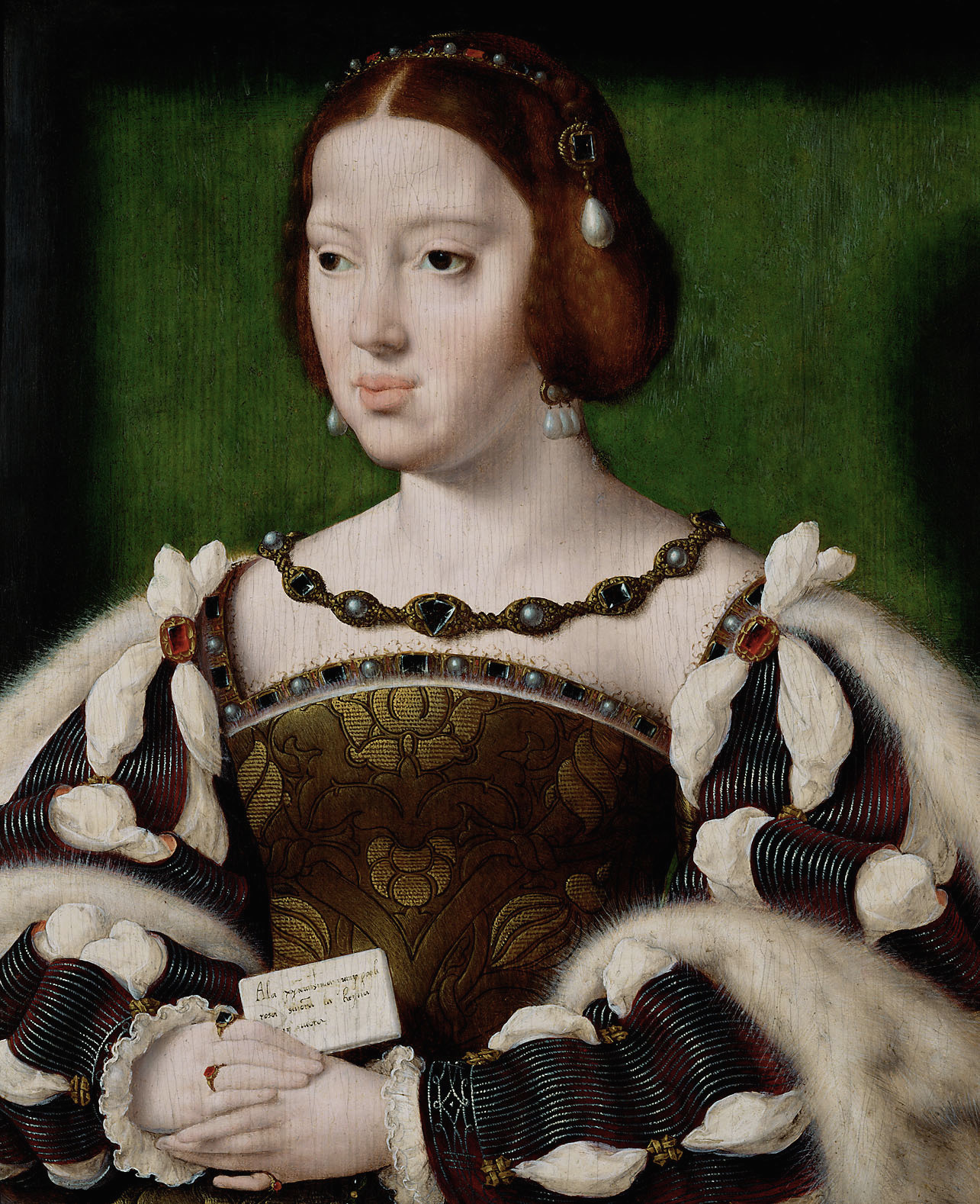
Ritratto di Eleonora di Francia, 1530

Fu tra i principali artefici della scuola di Anversa, che grazie ai suoi numerosi viaggi arricchì di stilemi eclettici, derivati da molti modelli figurativi dell'arte europea. Attivo principalmente negli anni 1515-1530, è conosciuto principalmente per i suoi ritratti ed i suoi dipinti a carattere religioso. 
La sua attività traghettò definitivamente l'arte fiamminga dai "primitivi" al manierismo internazionale.

## Biografia
Dal 1511 l'artista risulta iscritto alla congregazione dei pittori di Anversa, la sua città a cui fece costantemente capo anche durante i suoi viaggi che lo portarono a toccare diverse nazioni europee. 
L'opera principale della sua prima attività è il Trittico della morte della Vergine (1515), oggi a Colonia. Nel 1520 circa si mise in viaggio, dirigendosi in particolare in Italia, dove visitò Genova e lasciò una pala per la chiesa di Santa Maria della Pace, oggi al Museo del Louvre. Visitò poi la Germania, la Francia (alla corte di Francesco I) e l'Inghilterra.
La sua cultura figurativa si arricchì così di numerose componenti, da Leonardo, dal quale riprese le fisionomie di molte Madonne, a Joachim Patinir, che gli ispirò gli orizzonti vastissimi dei paesaggi, fino a Dürer, dal quale riprese il gusto raffinato per i ritratti. Proprio nel ritratto, in particolare, compose alcune delle sue opere più conosciute, come quelli di Francesco I e di Eleonora d'Asburgo, databili al 1530 quando l'artista soggiornò a Fontainebleau.

## Opere principali
- Trittico della morte della Vergine (1515), Olio su tavola di quercia, Colonia, Wallraf-Richartz Museum.
- Sacra Famiglia (1515 circa), Olio su tavola, Vienna, Gemäldegalerie der Akademie der bildenden Künste.
- Adorazione dei Magi, 1515 circa, Napoli, Museo di Capodimonte
- Vergine col Bambino (1515-1520), Olio su tavola, collezione privata.
- San Girolamo penitente, 1516-1518
- Adorazione dei Magi (1517-1518), Olio su tavola di quercia, Dresda, Gemäldegalerie Alte Meister.
- Autoritratto (1519 circa), Olio su tavola, Madrid, Museo Thyssen-Bornemisza.
- Uomo col rosario (1520 circa), Olio su tavola, Belgrado, Museo nazionale di Serbia.
- La morte della Vergine (1520), Olio su tavola, Monaco, Alte Pinakothek.
- Ritratto di ignoto e di sua moglie (1520-1527), Olio su tavola, Firenze, Galleria degli Uffizi.
- Il suicidio di Lucrezia (1520), Olio su tela, Vienna, Kunsthistorisches Museum.
- Ritratto di ignoto, 1521 circa, Firenze, Galleria degli Uffizi

- Annunciazione (1525 circa), Olio su tavola, New York, Metropolitan Museum of Art.
- Altare del Compianto su Cristo morto (1520-1525), Olio su tavola, Parigi, Musée du Louvre.
- Cristo infante e san Giovanni Battista che si abbracciano (1525-1530), Olio su tavola, Chicago, Art Institute.
- Adorazione dei Magi (1526-1528), Olio su tavola di quercia, Dresda, Gemäldegalerie Alte Meister.
- Ritratto di Eleonora d'Asburgo, regina di Francia (1530 circa), Olio su tavola, Vienna, Kunsthistorisches Museum.
- Trittico dell'Adorazione dei Magi tra santo Stefano con il committente, Stefano Raggi, e santa Maria Maddalena (1530-1535), Olio su tavola, Genova, Chiesa di San Donato.
- Ritratto di Francesco I, re di Francia, 1534, San Francisco
- Ritratto di Isabella del Portogallo, moglie di Carlo V
- Vergine col Bambino (1535 circa), Olio su tavola, Oldenburg, Landesmuseum.
- Ritratto di Enrico VIII d'Inghilterra, 1536